# 대한민국 여성가족부
여성가족부(女性家族部)는 여성정책의 기획·종합, 여성의 권익증진 등 지위향상, 청소년 및 가족(다문화가족과 건강가정사업을 위한 아동업무를 포함한다)에 관한 사무를 관장하는 대한민국의 중앙행정기관이다. 장관은 국무위원으로, 차관은 정무직공무원으로 보한다.

## 소관 사무
- 여성정책의 기획·종합에 관한 사무
- 여성의 권익증진 등 지위향상에 관한 사무
- 가족과 다문화가족정책의 수립·조정·지원에 관한 사무
- 건강가정사업을 위한 아동업무 및 청소년의 육성·복지·보호에 관한 사무

## 역사
한국에서 여성정책을 처음으로 관장한 부서는 1948년 정부 수립과 함께 출범한 사회부이다. 사회부에 부녀국을 두어 부녀(婦女) 문제를 관리했으며, 이후 1955년 보건사회부로 소속이 바뀌었다가 1963년에는 부녀아동국으로 확대되었다. 1981년부터는 가정복지에 관한 사무를 관장하도록 하여 범위를 확대하였으며, 1994년에는 보건복지부로 조직의 개편이 단행되었다.
한편, 1970년대 후반 프랑스를 시작으로 세계 일부 국가에서 여성부가 신설되었고, 대한민국에서도 남성에 비해 상대적으로 열위에 있던 여성의 지위를 고양시켜야 한다는 사회적 요구가 1987년 현행 헌법으로의 개정 시 조문에 반영되었다.
직후에 출범한 노태우 정부는 기존의 정무장관(제2)실을 여성 관련 사무 전담 부서로 조정하였다. 이후 1997년 대선 당시 김대중 새정치국민회의 후보는 여성부 신설을 공약으로 내걸었으나, 김대중 정부가 출범한 뒤에 기존의 정무제2장관실을 폐지하고 대통령 직속으로 '여성특별위원회'을 설치하는데 그쳤다. 그러나 여성단체
등에서 여성부 신설에 대한 목소리가 커졌고, 대통령 역시 "여성부 신설은 역사의 흐름이다"라는 발언을 통해 여성부 신설에 대한 의지를 밝혔다. 이후 2001년 1월, 여성특별위원회는 여성부로 개편되었고 초대 장관에는 여성 운동가인 한명숙이 내정되었다. 하지만 초기 여성부의 규모는 '1국 3실, 직원 102명, 예산 300억'에 불과하였다. 한명숙 장관은 여성인적자원 개발과 여성권익 신장을 중심으로 한 업무계획을 세웠다. 여성 정책 및 콘텐츠를 제공하는 네트워크인 '위민넷'(Women-Net) 구축하고, 각 경제 단체와 연계해 여성 취업 정보를 제공하며, 공직에 여성채용목표제를 추진하는 것 등이 주된 내용이었다. 2002년 발표된 "제2차 여성정책 기본계획(2003~2007)"에는 호주제 폐지, 부부재산제 등이 포함되었으며, 2007년까지 호주제를 폐지하기로 하고 정부 공무원의 여성 비율도 확대하도록 계획되었다.
노무현 정부가 출범한 직후 대통령은 보육 문제를 여성부로 이관할 것이라 밝혔으며, 이후 2004년 6월에 보건복지부로부터 영유아 보육에 관한 사무를 이관 받았으며 1년 뒤에는 여성가족부로 개편되었다. 2005년 1월에는 장하진이 장관으로 취임하면서, 보육 정책의 장기발전 계획을 마련하고, 여성 취업률 제고, 성매매 방지법의 지속적인 추진과 호주제 폐지를 이뤄나가겠다고 밝혔다.
2008년 2월 출범한 이명박 정부는 작은 정부를 지향하며 여성가족부를 비롯한 5개 부처를 폐지하고자 했으나 합의 끝에 통일부와 여성가족부는 존치시키기로 하였다. 대신 여성부로 축소되었으며, 가족 관련 사무도 다시 보건복지가족부로 이관하였다. 하지만 2010년 3월 청소년과 가족에 관한 사무를 이관받아 여성가족부로 환원되었다. 한편, 2008년 보건복지부가 보건복지가족부로 개편될 때 여성복지에 관한 사무는 여성부로 완전히 이관되었다.

### 연혁
- 1988년 2월 25일: 정무장관(제2)실이 여성 관련 사무를 전담하도록 조정.[4]
- 1998년 2월 28일: 여성특별위원회로 개편.[14]
- 2001년 1월 29일: 여성부로 개편. 보건복지부로부터 가정폭력·성폭력 피해자의 보호 및 윤락행위 등 방지, 일제 하 일본군위안부에 대한 생활안정지원에 관한 사무를 이관받음.[15]
- 2004년 6월 12일: 보건복지부로부터 영유아 보육에 관한 사무를 이관받음.[16]
- 2005년 6월 23일: 여성가족부로 개편. 보건복지부로부터 「건강가정기본법」 및 「모·부자복지법」에 관한 사무를 이관받음.[17]
- 2008년 2월 29일: 여성부로 개편. 영유아 보육에 관한 사무를 보건복지가족부로 이관.[18]
- 2010년 3월 19일: 여성가족부로 개편. 보건복지가족부로부터 청소년·가족에 관한 사무를 이관받음.[19]

### 역대 로고

2005년부터 2008년까지 사용된 여성가족부 로고
2010년부터 2016년까지 사용된 여성가족부 로고

## 조직
| 실·국              | 정책관·심의관실    | 담당관실·과                                                                                              |
| 장관 산하 하부조직 | 장관 산하 하부조직 | 장관 산하 하부조직                                                                                       |
| ------------------ | ------------------ | --- |
| 대변인실           | 대변인실           | 홍보담당관실ㆍ디지털소통팀                                                                               |
| 정책보좌관실       |                    | |
| 차관 산하 하부조직 |                    | |
| 기획조정실         | 정책기획관실       | 기획재정담당관실ㆍ혁신행정담당관실ㆍ법무감사담당관실ㆍ국제협력담당관실ㆍ정보통계담당관실                 |
|                    |                    | 운영지원과                                                                                               |
| 여성정책국         | 여성정책국         | 여성정책과ㆍ성별영향평가과ㆍ여성인력개발과ㆍ경력단절여성지원과                                           |
| 청소년가족정책실   | 청소년정책관실     | 청소년정책과ㆍ청소년활동진흥과ㆍ청소년활동안전과ㆍ청소년자립지원과ㆍ학교밖청소년지원과ㆍ청소년보호환경과 |
| 청소년가족정책실   | 가족정책관실       | 가족정책과ㆍ가족지원과ㆍ가족문화과ㆍ다문화가족과                                                         |
| 권익증진국         | 권익증진국         | 권익정책과ㆍ권익지원과ㆍ권익침해방지과ㆍ권익보호과ㆍ권익기반과ㆍ아동청소년보호과                         |

### 소속 위원회
| 위원회명                                           | 주관부처   | 설치근거                                                                       | 비고 |
| -------------------------------------------------- | ---------- | ------------------------------------------------------------------------------ | ---- |
| 양성평등위원회                                     | 여성가족부 | 양성평등기본법                                                                 |      |
| 다문화가족정책위원회                               | 여성가족부 | 다문화가족지원법                                                               |      |
| 청소년보호위원회                                   | 여성가족부 | 청소년보호법 제27조                                                            |      |
| 여성폭력방지위원회                                 | 여성가족부 | 여성폭력방지기본법                                                             |      |
| 청소년정책위원회                                   | 여성가족부 | 청소년기본법 제10조                                                            |      |
| 중앙성별영향분석평가위원회                         | 여성가족부 | 성별영향분석평가법 제13조                                                      |      |
| 학교 밖 청소년 지원 위원회                         | 여성가족부 | 학교 밖 청소년 지원에 관한 법률                                                |      |
| 양육비이행심의위원회                               | 여성가족부 | 양육비 이행확보 및 지원에 관한 법률                                            |      |
| 가족친화인증위원회                                 | 여성가족부 | 가족친화 사회환경의 조성 촉진에 관한 법률 시행령                               |      |
| 일본군위안부피해자생활안정지원및기념사업심의위원회 | 여성가족부 | 일제하 일본군위안부피해자에 대한 생활안정지원 및 기념사업 등에 관한 법률 제6조 |      |

## 정원
여성가족부에 두는 공무원의 정원은 다음과 같다.
| 총계      | 총계                        | 281명 |
| --------- | --------------------------- | ----- |
| 정무직 계 | 정무직 계                   | 2명   |
|           | 장관                        | 1명   |
|           | 차관                        | 1명   |
|           |                             |       |
| 별정직 계 | 별정직 계                   | 2명   |
|           | 고위공무원단                | 1명   |
|           | 3급 상당 이하 5급 상당 이상 | 1명   |
|           |                             |       |
| 일반직 계 | 일반직 계                   | 277명 |
|           | 고위공무원단                | 8명   |
|           | 3급 이하 5급 이상           | 136명 |
|           | 6급 이하                    | 132명 |
|           | 전문경력관                  | 1명   |

## 재정
총수입·총지출 기준 2023년 재정 규모는 다음과 같다.
| 구분           | 세입예산        | 작년 대비 증감 |
| -------------- | --------------- | -------------- |
| 일반회계       | 267억 7600만 원 | +98.46%        |
| 양성평등기금   | 173억 600만 원  | -46.51%        |
| 청소년육성기금 | 48억 5200만 원  | +89.98%        |
|                |                 |                |
| 합계           | 489억 3400만 원 | +1.1%          |

| 구분                 | 구분             | 세출예산             | 작년 대비 증감 |
| -------------------- | ---------------- | -------------------- | -------------- |
| 일반회계             | 여성·가족·청소년 | 5991억 2100만 원     | -5.6%          |
| 국가균형발전특별회계 | 여성·가족·청소년 | 897억 6500만 원      | +82.07%        |
| 양성평등기금         | 여성·가족·청소년 | 6804억 4800만 원     | +14.24%        |
| 청소년육성기금       | 여성·가족·청소년 | 1608억 9900만 원     | +7.77%         |
|                      |                  |                      |                |
| 합계                 | 합계             | 1조 5302억 3300만 원 | +7.09%         |

## 정책

### 기본 정책
여성가족부의 정책은 5년마다 새로 수립되는 여성정책기본계획에 의해 수립된다. 여성정책기본계획은 여성정책의 기본방향 뿐만 아니라 양성평등의 촉진, 여성의 사회참여확대, 여성의 복지 증진 등에 관한 정책 목표와 정책과제를 제시하는 범정부 차원의 여성정책에 관한 종합계획이다.

#### 제1차 여성정책 기본계획(1998~2002)
여성부는 법·제도 및 관행의 개혁과 여성의 대표성 제고를 위해 각군 사관학교, 경찰대학, 세무대학, 철도전문대학 등 특수교육기관에 여학생의 입학기회를 확대하고, "남녀차별금지 및 구제에 관한 법률"을 제정하여 성희롱 등 남녀차별 문제에 대한 예방과 구제를 강화하고 사회적 인식을 제고하였다. 또한, "남녀차별적 국가법령 및 자치법규 종합정비계획"에 의거하여 차별적 법령을 정비(「국적법」 등 18개 법령과 자치법규 606개 정비)하였다. 정부위원회에 여성위원의 참여를 확대(1998년, 12.4%에서 2001년, 27.7%로)시키고 여성공무원 채용목표제 시행 기간을 연장하였으며 목표비율을 상향조정(2002년까지 실시, 2002년 목표비율: 5급 20%, 7급 25%, 9급 30%)하였다.
여성고용의 촉진 및 안정을 위한 지원 강화를 위해 육아휴직 장려금 및 여성재고용 장려금 지급대상을 4인 이하 사업장까지 확대(1998)하였고, 「여성기업지원에 관한 법률」을 제정(1999)·시행하였으며, 여성 창업 기회를 제고하기 위하여 ‘여성전용창업보육센터’를 설치·운영하였다. "여성농업인육성5개년계획"을 수립(2000)하고, 「여성농어업인육성법」을 제정(2001)하였으며, 모성보호 관련 3법(「근로기준법」, 「남녀고용평등법」, 「고용보험법」)을 개정하여 출산휴가를 90일로 확대하고 육아휴직 급여로 월 20만원을 지급(2001)하였다.
여성의 경쟁력 제고를 위한 교육체제 확립을 위해 제7차 교육과정에서 "가정", "기술·산업" 교과를 "기술·가정" 교과로 통합하는 등 양성이 평등한 교과과정을 구성(1999)하고, 초중고 여학생, 여대생, 주부 200만 명에게 정보화 교육을 지원(1998~2001)하였다. 여학생의 과학기술 분야로 진출하도록 유도하기 위해 여학생 친화적인 과학 프로그램 시범교육을 실시(2000~2002)하였으며, 위민넷(Women-net) 구축·운영으로 정보의 생산과 유통자로서의 여성의 정보화능력을 제고할 수 있도록 하였다.
다양한 여성·가정복지 서비스의 확충 및 강화를 위해 농어촌 지역 저소득층 만5세 아동에 대해 무상보육을 실시하였으며, 「국민연금법」을 개정하여 이혼 시에도 배우자의 연금분할수급권 인정(1998)하였다. 성폭력피해자의 지원체계 개선대책을 마련(2001)하였다. 여성긴급전화 "1366"의 기능 강화를 통한 성폭력피해자 지원서비스 연계 체계를 구축(2001)하였으며, 성매매방지종합대책을 수립(2002)하였다.
여성의 문화·사회활동 활성화를 위한 기반을 구축하기 위해 여성사회교육기관 운영 표준 소프트웨어 개발, 여성사회교육정보 DB화 등 여성사회교육을 지원(2000)하고 여성자원봉사자에 대해 상해보험 가입을 지원(2001)하여 여성의 자원봉사활동 참여 여건을 조성하였다.
국제협력활동과 통일에서의 여성 역할 증대를 위해 "국제전문여성인명록" 발간 및 국제기구 여성 전문가 진출을 지원하고, APEC 여성자문기구 의장국 활동을 수행(2000)하였다. 제43차 UN 여성지위위원회에서 여성정책추진 모범국가로 선정(1999)되었으며, 4년 임기의 여성지위위원회 위원국으로 재선임(2001)되었다. 여성 대상 통일교육 프로그램 강화, 남북한 여성관련 법제 비교 연구 등 통일 대비 여성정책 연구를 수행하였다.

#### 제2차 여성정책 기본계획(2003~2007)
성 주류화 전략의 도입과 제도화를 위해 「여성발전기본법」에 "성별영향평가제도"를 도입(2002)하여 정책과정에서 성별 차이에 따라 미칠 영향을 미리 분석·평가하였으며, 「국가재정법」 제정(2006) 시 예산이 남녀에 미치는 효과를 평가하여 예산편성에 반영하는 ‘성인지 예산제도’를 도입하였다.
남녀고용평등의 강화를 위해 「남녀차별금지및구제에관한법률」을 제정(1999)하여 성희롱 등 업무관계에서 발생하는 남녀차별문제에 대한 예방과 구제를 위한 제도적 장치를 마련하였다. 또한, 「남녀고용평등법」 개정을 통해 간접차별을 금지(1999)하고, 사업주가 적극적 고용개선 조치(2005)를 하도록 의무화함으로써 여성에 대한 차별적 고용관행과 제도를 개선하였다.
일-생활의 양립을 지향하는 각종 법제도를 구비하기 위해 모성보호와 관련한 노동3법(「근로기준법」, 「고용보험법」, 「남녀고용평등법」) 개정을 통해 출산휴가를 90일로 확대하고, 육아휴직급여 지급을 규정(2001)하였으며, 「영유아보육법」을 전면 개정(2004)하여 보육정책을 확대하였고, 보육서비스의 질적 수준을 제고하였다. 「남녀고용평등법」을 「남녀고용평등과 일·가정 양립 지원에 관한 법률」로 전면 개정(2007)하고, 「가족친화 사회환경의 조성 촉진에 관한 법률」을 제정(2007)하는 등 남성과 여성 모두의 삶의 질 향상 노력과 직장 생활을 병립할 수 있는 여건을 마련하였다.
정책결정과정에 여성 참여를 확대시키기 위해 여성공무원 채용목표제(1998~2002), 양성평등 채용목표제(2003), 국공립대 여교수 채용목표제를 실시(2003)하였고, 「정당법」 개정 (2002, 2005)과 「공직선거 및 선거부정 방지법」 개정(2005)을 통해 국회의원 및 지방의회 의원 선거 시 비례 대표 후보자 중 50% 이상 여성으로 추천하도록 규정하여 여성의 정치적 대표성을 획기적으로 향상시켰다.
가정폭력 및 성매매 방지 등 여성 인권 보호 기반 강화하기 위해 여성긴급전화 1366을 통해 성폭력, 가정폭력 등 피해자 지원서비스 연계체계를 구축(2001)하고 폭력피해 여성 ONE-STOP 지원센터를 설치·운영(2007, 14개소)을 통해 피해자 보호를 강화하였다. 「성매매방지및피해자보호등에관한법률」 제정(2004) 이후 성매매 방지종합대책 추진을 통해 성매매 불법성에 대한 국민적 공감대가 형성되고(2007, 92.2%가 불법성 인정), 성매매 집결지를 축소(2004년, 1,679개소에서 2007년, 992개소로)하였다.
가족정책의 제도적 기반 마련을 위해 호주제 폐지를 주요 내용으로 하는 「민법」 개정(2005)과 「가족관계의 등록 등에 관한 법률」 제정(2007)을 통해 다양한 가족형태를 수용하는 사회 포용성이 증대되고 평등한 가족문화가 확산되었다. 「건강가정기본법」 제정(2004)으로 가족정책의 추진 인프라를 구축하고, 이를 근거로 건강가정기본계획을 수립(2006)하여 건강가정지원센터를 설치하였으며, 한부모 가족, 결혼이민자 가족 등 다양한 형태의 가족에 대한 지원체제를 수렴하여 다양한 서비스를 제공하였다.

#### 제3차 여성정책 기본계획(2008~2012)
여성부는 경력단절여성 등 여성 취업지원 기반 구축을 위해, 2008년 제정된 「경력단절여성등의 경제활동 촉진법」을 기반으로 경력단절여성 등의 노동시장 재진입을 위한 직업상담, 훈련, 취업알선 및 취업 후 사후관리 등을 종합적으로 제공(훈련 위주에서 통합적 고용지원으로)하였다. 2009년부터 '여성새로일하기센터'를 지정 및 운영하였으며, 2012년 기준 전국 110개 센터를 운영 중이다. 2008년 세계금융위기 이후 여성 고용이 급격히 위축되었으나, 지속적인 취업 지원 확대를 통해 2011년 여성취업자 1천만 명을 초과하였다고 여성가족부는 밝혔다(2008년, 987만 명에서 2009년, 977만 명, 2010년, 991만 명, 2011년, 1,009만 명으로 / 통계청).
또한, 여성부는 남녀 모두를 대상으로 하는 일·가족 양립지원 제도를 개선하였다. 육아휴직제도를 개선하는 한편, 배우자 출산휴가 도입(2008년) 및 확대, 육아기 근로시간 단축제도, 가족돌봄 휴직 청구권 제도를 도입(2008년) 및 의무화(2012년)하였고, 남녀 근로자의 일․가정 양립 지원을 위한 제도도 확충하였으며, 그 범위도 생후 3년 미만의 영유아가 있는 근로자(2009)에서 만 6세 미만 미취학 자녀가 있는 근로자(2011)로 확대하였다. 지원액도 월 50만원 정액제(2009)에서 통상임금의 100분의 40 정률제(상한: 월 100만원, 하한: 월 50만원)(2011) 확대하였다. 가족친화인증제 도입(2008년)를 도입하였으며, 주 40시간 근무제를 확대(2011년)하고, 유연근무제를 확산시키는 등 경직적 근로․근무 관행 개선 추진하였으며, 유연근무제는 2010년 공공기관 31개소 시범 운영에서 2011년 모든 공공기관으로 확대하였고, 10개 민간기업에 대한 유연근로시간제 컨설팅 및 교육 지원하였다.
그리고, 돌봄의 분담을 위한 사회서비스 대폭 확충하였다. 노인장기요양서비스(2008년)와 다양한 사회서비스바우처사업 등의 도입으로 오랫동안 가족 내에서 여성이 수행해 왔던 돌봄 부담을 완화시켰으며, 2008년, 산모신생아도우미사업, 가사간병지원사업, 2009년 장애재활치료사업, 2010년 장애아동언어발달지원사업 등을 도입하였다. 보육료 및 양육수당 지원, 아이돌봄서비스 등 시설 및 아동별 지원을 확대하여 맞벌이 가구 등의 자녀 양육 부담을 경감시켰다. 보육 예산(국비)의 경우, 8,079억 원(2008)에서 28,911억 원(2012)으로, 0∼5세 아동 중 보육시설 이용 아동수는 989천 명(2005)에서 1,349천 명(2011)으로 늘었다. 아이돌봄서비스 이용 아동 수는 137천 명(2007)에서 1,388천 명(2010)로 늘었다.
여성·아동에 대한 폭력 방지를 위한 제도개선 및 피해자 지원 강화하였다. 「형법」상 친고죄 규정의 전면 폐지 및 성폭력범죄 공소시효 배제대상 확대(2012년)하고, 아동․청소년 대상 성범죄자 신상정보 우편고지제도, 화학적 거세제도 도입(2011년) 등 가해자 처벌과 재범방지를 강화하였으며, 강간죄의 객체를 "부녀"에서 "사람"으로 확대하였고 성폭력범죄 진술전문가 양성의 법적 근거 도입 및 법률조력인 제도를 성인까지 확대(2012년)하였다. 가정폭력사건에 대한 긴급임시조치권, 피해자보호명령제 등 도입하였으며, 성폭력 피해자 생계․양육 지원 근거 마련*, 범죄․피해자 유형별로 특화된 피해자 지원기관 설치 등 폭력피해자 보호․지원 확대하였다. 「성폭력범죄의 처벌 및 피해자 보호 등에 관한 법률」을 「성폭력범죄의 처벌 등에 관한 특례법」과 「성폭력방지 및 피해자 보호 등에 관한 법률」로 분리 입법(2010년)하였다. "아동·여성보호 종합대책"(2008년), "아동성폭력 재발방지대책"(2009년) 등 지역사회 안전망 구축을 위한 범정부 종합대책을 수립 및 시행하였다. 아동․여성보호 지역연대 구성, 아동안전지도 제작, 아동․여성보호대책 추진점검단 운영(2008∼2012년까지 총 17차례 회의 개최) 등의 정책을 시행하였다.
다양한 가족과 여성별로 특성화된 서비스를 도입 및 확대하였다. 전업주부 등 국민연금 임의가입 요건 완화(2010년), 긴급복지지원 대상에 대한 생계․주거지원 확대 등 여성 빈곤 완화를 위한 제도 시행 및 장애인, 노인, 출소자 등 취약계층 대상 정책 개발 및 추진하였다. 청소년한부모 자립지원사업 시행 등 한부모가족 지원 확대, 다문화가족 지원을 위한 법적 기반 마련 및 서비스 대폭 확충(다문화가족지원센터 2008년 80개소에서 2012년 204개소로)하였다. 한부모가족 복지급여 지급 의무화, 만 12세 미만까지 아동양육비 지원, 미혼모의 5세 이하 아동에 대한 추가수당 지급, 시설한부모에 대한 생활보조금을 도입하였다. 「다문화가족지원법」과 「결혼중개업의 관리에 관한 법률」을 제정 및 시행(2008)하였으며, "다문화가족정책위원회"를 구성(2009)하고, "다문화가족지원정책기본계획"을 수립(2010)하였다.
여성의원, 여성공무원 등 지속 증가, 여성 분야 국제협력 확대하였다. 국회와 지방의회 여성의원 및 여성공무원 비율이 꾸준한 증가세를 보여 왔다. 국회 여성비율는 2008년, 13.7%(2008)에서 2012년, 15.7%으로, 지방의회 여성비율은 2006년, 14.5%에서 2010년, 20.1%로 늘어났다. 공무원 여성비율도 중앙직이 2008년, 46.1%에서 47.2%로, 지방직이 2008년, 29.3%에서 29.8%로 늘었다. 유엔 여성기구(UN Women) 기여 확대(2007년 3만 달러에서 2012년 440만 달러로), 초대 집행이사국(‘11～’13년) 및 의장국(‘12년) 역할 수행하였다.
성별영향분석평가 전면 실시, 성인지예산제도 및 여성친화도시 도입 등 성인지적 정책 추진기반 구축하였다. 「성별영향분석평가법」 제정(2011. 9.) 및 시행(‘12.3월), 성인지예산 제도 도입 및 확대로 양성평등 관점의 정책개선의 기반을 마련하였다. (성별영향분석평가) 중앙부처, 지자체의 사업 뿐만 아니라 제․개정 법령과 계획까지로 대상을 확대(2011년 기준 292개 기관, 2,954개 과제)하였다. 성인지예산제도는 2009년에 처음 적용하여, 2010년, 기금사업으로, 2011년, 지자체로 확대하였다. "여성친화도시" 조성에 대한 지방자치단체의 관심과 참여를 확산시켰다. 또한, 2009년에 2개, 2010년에 10개, 2011년에 30개, 2012년에 39개 도시를 여성친화도시로 지정하였다.

#### 제4차 여성정책 기본계획(2013~2017)
2013년부터 2017년까지 적용되는 제4차 여성정책 기본계획의 비전은 함께 참여하고 성장하는 성평등사회, 함께 참여하고 돌보는 성평등사회, 더불어 성장하는 성평등국가이며, 목표는 성별격차 해소와 동등한 참여, 촘촘한 안전망의 구축, 일과 가족의 조화이다. 정책과제는 여성의 경제적 역량 강화, 돌봄 지원과 일·가족 양립기반 구축, 여성에 대한 폭력 근절과 인권 보장 등이다.
제4차 여성정책 기본계획은 여성의 경제적 역량 강화, 돌봄 지원과 일·가족 양립기반 구축, 여성에 대한 폭력 근절과 인권 보장, 여성·가족의 복지 및 건강권 증진, 여성의 대표성 제고 및 참여 확대, 평등의식과 문화의 확산, 성평등정책 추진역량 및 책무성 강화의 7가지 정책과제를 담고 있다. 또한, "여성의 경제적 역량 강화"와 "여성에 대한 폭력 근절"을 최우선 정책 과제로 설정하고, "돌봄"과 "일, 가족 양립"을 위한 정책과제를 통합, 장시간 근로관행 개선 등 남녀 모두를 포괄하는 과제로 설정하였으며, "복지 및 건강권"을 별도 과제로 부각하고, 여성노인․빈곤층, 한부모 등 다양한 집단을 위한 과제 및 여성의 건강권 보장을 위한 과제 보완하며, 여성의 대표성, 문화․미디어 등 상대적으로 미진했던 분야의 정책과제 적극 개발하겠다는 내용을 포함하고 있다.

### 개별 정책

#### 성매매 특별법
2004년 노무현 정부 시절 열린우리당 등 진보 정당과 함께 「성매매방지및피해자보호등에관한벌률」을 제정하여 기지촌, 사창가를 포함한 모든 성매매를 금지하였고 성매매 피해자를 자발적인 성매매로 규정하는 「윤락행위등방지법」에 비해 「성매매방지법」은 강압에 의한 피해자로 규정하였다. 이에 대해 진보세력과 여성시민단체는 환영하는 입장을 밝혔다.
주요 여성단체 들은 성매매를 옹호한 중앙일보 사옥 앞에서 '여성에 대한 폭력을 정당화하는 논리'로 규정하여 항의시위를 벌이기도 했다.
성매매를 금지하면 성폭력이 늘어난다는 보수 단체의 주장에 대해 강금실 법무부 장관은 "통계에 따르면 10년간 (1994-2003년) 성폭력은 연평균 7.9%씩 증가했다. 성매매와 성폭력은 비례관계다. 여성을 상품화, 대상화하는 성매매 문화로 인해 결국 여성에 대한 폭력도 가능해지게 되는 것이다. 「성매매방지법」 시행 이후에도 성폭력 범죄는 늘지 않았다. 스웨덴도 지난 1999년 「성 서비스 구매 방지법」이 제정된 이후 성매매 여성들의 숫자는 30~50% 감소하고 성구매 남성의 수는 75~80% 감소했으나 강간 등 성폭력 범죄는 전혀 증가하지 않았다."며 반박하였다.

##### 성매매 특별법의 결과
2004년 9월에 시행된 「성매매방지법」의 시행으로 대형 사창가는 그 규모가 축소되었지만, 성매매 여성의 수가 줄었다고 볼 근거는 없다. 성매매 여성들은 「성매매방지법」이 시행된 후 우리 사회의 성매매가 '증가했다'(47%)라고 보았다. 성매매 여성들은 또 「성매매방지법」에 대해서는 '폐지'(35%)보다는 '수정해야 한다'(41%)라고 보았다. 「성매매방지법」은 성매매 여성들에게 생존권의 위기를 가져왔다. 당장 수입이 급감했는데 전체의 86%가 '크게 줄었다'라고 답변했다. 수입이 50% 이상 줄었다고 답한 여성들도 90%에 달했다.

##### 성매매 여성 재활
강현준 한터전국연합 대표는 "정부는 지금까지 약 1천억 원을 성매매 여성 재활 기금으로 썼다. 이런 거금을 투입했는데 성매매 여성들이 얼마나 동참하고, 성공 사례가 몇 명인지를 묻고 싶다. 여성부에서 내놓은 보조금 40만 원과 재활 프로그램은 실질적인 도움도 되지 않고 비현실적이다"라고 강조했다.
성매매 여성들의 시각도 그러했다. 정부의 재활 사업에 대해 '극히 형식적이며 아무런 도움이 되지 않는다'는 답변이 87%나 되었다. '재활에 도움이 된다'는 8%였다. 정부의 재활 사업에 대한 불신은 참여율을 떨어뜨렸다. 성매매 여성들 중 4%만 '참여한 적이 있다'라고 답했으며, 85%는 '참여한 적이 없다'라고 했다. '참여했다가 곧 그만두었다'라는 답변도 2%였다.

#### 성매매 예방 다짐 릴레이
2006년 연말에 여성가족부는 '연말 회식 후 성매매를 하지 않겠다고 약속하면 회식비를 주겠다.'는 제안을 하여 국민의 비난을 샀다. 여성가족부는 남성들의 회식이 성매매로 이어지는 현실의 개선하기 위해서 이벤트를 기획했다고 밝혔지만 탁상행정, 세금낭비라는 비판을 받았다.

#### 호주제 폐지
호주제 폐지 운동을 주도하며 2008년 개정 「민법」에서 호주제가 폐지되었다.

#### 여성 탈북자 인권보호
2008년 북한이탈주민정착지원사무원 교육과정에 '여성인권 통합 교육과정'을 신설했다.

#### 성범죄자 알림e
2010년 「아동·청소년의 성보호에 관한 법률」 개정안을 통과시켜 미국에 이어 세계에서 둘째로 성범죄자의 신상을 공개하는 사이트인 성범죄자 알림e를 만들었다.
법무부와의 협의를 통해 아시아에선 처음으로 성도착증 성범죄자를 가려 화학적 거세(약물치료)를 실시하기로 결정했다. 16세 미만 아동에 대해 성폭력 범죄를 저지른 19세 이상의 성도착증자가 대상으로 본인 동의 없이 진행된다. 2011년 4월부터는 피해자가 19세 이상인 성범죄자도 인터넷에 신상을 공개한다. 성범죄자의 이름·나이·주소(읍·면·동까지)·실제 거주지·사진 등이 법원 명령에 따라 '성범죄자 알림e' 시스템을 통해 공개된다. 서울중앙지방검찰청에는 여성·아동범죄조사부가 신설돼 성폭력 수사의 '컨트롤 타워'를 맡는다. 범죄 피해자에 대한 지원은 현실화된다. 법무부는 성폭력피해아동을 위한 변호사를 무료로 지원하고, 피해자·유족의 사회적기업 취업을 돕는 등 여가부·복지부와 함께 515억 원의 범죄피해자구조금을 활용할 계획이다.
성범죄자 신상 공개는 미국에서도 인권 침해 문제, 이중 처벌이라는 법적인 문제와 더불어서 법 제정시 기대하던 치안 강화 대신 치안을 악화시킨다는 의견 등으로 인해 논란이 많으며, 폐지를 요구하는 목소리도 높은 법이다. 또한 화학적 거세는 처벌이 아니라 치료의 목적으로 시작되었으며, 성범죄자의 재범율을 낮춘다는 효과가 있지만, 비싸고 관리가 까다로우며, 성범죄는 성욕의 문제가 아니라 지배(Domination)의 문제이기 때문에 성범죄자를 여성화시키는 것은 오히려 성범죄자의 재사회화를 막아 장기적으로는 사태를 더욱 악화시킨다는 전문가의 비판이 있다.

#### 일본군 위안부 피해자에 대한 지원
대한민국 여성가족부는 「일제하일본군위안부피해자에대한생활안정지원및기념사업등에관한법률」을 제정하여 박정희 정부의 한일회담으로 인해 제대로 보상받지 못했던 위안부 피해자들에게 보상을 해주었고 또 여성가족부는 일본 정부가 한국 여성에 대한 성폭력을 인정한다는 공식적인 발표와 반성과 사죄를 촉구하며 항의하였다. 일제는 박정희가 활동한 만주 등을 포함하여 아시아 전체에 위안부를 설치하였다.
여성부는 독립기념관에 일본이 위안부에 저지른 만행을 고발하는 사료들을 전시하였고 일본군위안부 피해자 복지증진 및 명예회복을 위하여 생활안정지원정책 및 기념사업도 추진하고 있다. 일본군위안부 피해자에게 1인당 월 824천 원의 생활안정지원금과 거동이 불편한 피해자에게 1인당 연간 6백만 원 이내의 간병비를 지원하고 있으며, 신체적·정신적 고통을 완화하여 행복하고 편안한 여생을 보낼 수 있도록 위안부 관련 단체를 통하여 정서적 안정 및 건강치료비 지원 사업을 실시하고 있다. 또한, 일본군위안부 피해자 증언집 발간 및 위안부 피해 관련 자료조사를 실시하고, '일본군위안부 피해자 e-역사관' 홈페이지를 구축·운영하는 등 일본군위안부 문제에 대한 올바른 역사관 정립을 위한 사업을 추진하고 있다.

#### 가정 및 아동·청소년 보호 정책

##### 가정폭력 방지
가정폭력을 방지하고 피해자에 대한 지원을 하고 있다.

##### 음란물 단속
법무부와의 협의하에 음란물에 대한 규제를 실시하고 있다. 또한 음란물을 제작, 유포하는 사람들뿐만 아니라 보는 사람들도 처벌하도록 법을 개정하자는 논의가 여성가족부 내에 대두되었다.

##### 청소년 유해사이트 차단
여성가족부-서울특별시 교육청 업무협약식에서 학부모와 학생 대표가 각 가정의 컴퓨터에 청소년유해사이트 차단프로그램을 설치하겠다는 서약을 했다.

##### 셧다운 제도
청소년들과 성인들의 게임 중독을 막기 위해 셧다운 대상 연령을 성인으로 확대하고 자정부터 오전 6시까지 청소년과 성인들의 게임을 금지시키는 법률안을 국회에 제출하였다. 이후 국회는 29일 본회의를 개최하여 적용 연령을 상향 조정하는 내용을 제외하고 「청소년보호법」의 일부 개정안을 통과시켰다. 그 외에도 '인터넷 중독 예방을 위한 기금'을 게임업계에서 원천징수하겠다고 밝혔다.

##### 금연 운동
문화관광부와 협의하여 PC방 전면 금연을 실시하였다.

#### 안보 정책
2011년 업무계획에서 '청소년 안보교육' 프로그램을 도입하겠다고 나서 '월권이다', '정권의 코드 맞추기다'는 비판을 들었다.

## 국제 교류
여성가족부는 2011년 4월 7일 유엔 산하 국제기구인 유엔 여성기구(UN Women)에 300만 달러를 출연했다고 밝혔다. 여가부가 당해 출연하기로 약속했던 총 470만 달러의 출연금 중 1차 분이다. 대한민국이 국제기구에 자발적으로 내는 기여금으로는 외교부가 국제 연합 개발 계획에 내는 500만 달러 다음으로 많은 금액이며, 유엔 여성기구 전체 연간 예산의 1%에 해당한다.

## 논란
여성부 출범 직후부터 인터넷을 중심으로 여성가족부에 대한 비판은 끊이지 않았으며, 이는 여성부의 존폐론과 연결되어 있다. 여성부 출범 초기의 논란은 근거없는 풍문에서 촉발된 것이 많았지만, 여성가족부에 청소년 보호업무(청소년보호위원회)가 이관된 후에는 '청소년 유해매체물' 심의 및 '컴퓨터 게임' 규제 등 정책에 대한 비판이 커지고 있다. 그리고 다양한 방면에서의 과도한 검열도 문제가 되고 있다.
또한 여성가족부는 출범 취지 자체가 여성의 인권 보호를 위한 것이었으나, 2013년에는 여성가족부가 윤창중 사건과 같은 권력형 성범죄나 일본의 위안부 논란이 된 말에는 침묵하여 비난하는 여론이 형성되었다.

## 같이 보기
- 여성가족부 장관
- 여성가족부 차관

### 내용주
1. ↑  2024년 6월 23일까지 존속하는 한시조직.
2. ↑  2명을 두며 1명은 고위공무원단 나등급에 속하는 별정직공무원으로, 나머지 1명은 3급 또는 4급 상당 별정직공무원으로 보한다.
3. 1 2 3  개방형 직위.
4. ↑  한시정원 2명 포함.

### 참조주
1. 1 2  「여성가족부 직제」 별표 1·별표 3
2. 1 2  기획재정부. “열린재정 > 재정연구분석 > 재정분석통계 > 예산편성현황(총수입)”. 《열린재정》. 2023년 2월 2일에 확인함.
3. 1 2  기획재정부. “열린재정 > 재정연구분석 > 재정분석통계 > 세목 예산편성현황(총지출)”. 《열린재정》. 2023년 2월 2일에 확인함.
4. 1 2  “政務제2女性장관 기용”. 《경향신문》. 1988년 2월 16일. 2017년 8월 4일에 확인함.
5. ↑  “여성계, 여성부신설 무산에 "허탈"”. 《연합뉴스》. 1998년 1월 26일. 2017년 8월 29일에 확인함.
6. ↑  “비경제 분야 과제 주요내용”. 《매일경제》. 1998년 2월 13일. 2017년 8월 28일에 확인함.
7. ↑  김영근 (2000년 2월 21일). “"여성부 신설은 역사의 흐름이다"… 김대통령 강조”. 《한국경제》. 2017년 8월 30일에 확인함.
8. ↑  정호선 (2001년 3월 22일). “[인물탐구] 한명숙 여성부장관”. 《매일경제》. 2017년 9월 5일에 확인함.
9. ↑  정호선 (2001년 4월 18일). “[여성부 올 업무계획] '위민넷' 개설 여성정보 총괄제공”. 《매일경제》. 2017년 9월 5일에 확인함.
10. ↑  송상근 (2002년 11월 26일). “호주제 없애고 가족簿로 대체 추진”. 《동아일보》. 2017년 9월 5일에 확인함.
11. ↑  박승윤 (2003년 3월 25일). “盧 "보육문제 여성부 이관"”. 《머니투데이》. 2017년 9월 7일에 확인함.
12. ↑  김혜림 기자 (2005년 1월 5일). ““보육정책 장기발전계획 마련 여성들 일할 기회 넓힐 것” 장하진 신임 여성부장관”. 《국민일보》. 2017년 10월 29일에 확인함.
13. ↑  유성호 (2008년 2월 20일). “해수부 폐지-여성부 존치… 정부조직개편안 합의”. 《오마이뉴스》. 2017년 10월 19일에 확인함.
14. ↑  법률 제5529호
15. ↑  법률 제6400호
16. ↑  법률 제7186호
17. ↑  법률 제7413호
18. ↑  법률 제8852호
19. ↑  법률 제11690호
20. ↑  대한민국 여성부 (2002년), 《여성정책기본계획 2003-2007》
21. ↑  대한민국 여성부 (2008년), 《제3차 여성정책기본계획 수정안》
22. ↑  대한민국 여성가족부 (2013년), 《제4차 여성정책 기본계획(2013∼2017)》
23. ↑  “3軍 사관학교 여성입학 허용”. 《연합뉴스》. 1995년 7월 22일. 2017년 10월 29일에 확인함.
24. ↑  “<국회 본회의 통과 주요법안 요지>-1”. 《연합뉴스》. 1999년 1월 6일. 2017년 10월 29일에 확인함.
25. ↑  “여성기업지원법 내달초 본격 시행”. 《연합뉴스》. 1999년 5월 29일. 2017년 10월 29일에 확인함.
26. ↑  안승섭 기자 (1999년 10월 30일). “중기청, 여성기업육성시책 확정”. 《연합뉴스》. 2017년 10월 29일에 확인함.
27. ↑  “농림부, 여성농업인육성 5개년계획 발표”. 《한국경제》. 2000년 11월 8일. 2017년 11월 2일에 확인함.
28. ↑  “여성농어업인 육성법 내년7월 시행”. 《한국경제》. 2001년 12월 10일. 2017년 10월 29일에 확인함.
29. ↑  황봉현 기자 (2001년 7월 18일). “국회 본회의서 모성보호법.약사법 통과”. 《매일경제》. 2017년 10월 29일에 확인함.
30. ↑  김훈탁 기자 (2000년 9월 9일). “준비 총체적 부실…혼란 불보듯”. 《대전일보》. 2017년 10월 29일에 확인함.
31. ↑  김혜수 기자 (2001년 3월 28일). “여성부, 여학생 친화적 과학 프로그램 운영”. 《한국경제》. 2017년 10월 29일에 확인함.
32. ↑  “정부, 최저생계비 미달가구엔 무조건 생계비 지원”. 《연합뉴스》. 1999년 8월 17일. 2017년 10월 29일에 확인함.
33. ↑  “<焦點> 국민연금 문제점과 법개정 방향”. 《연합뉴스》. 1998년 2월 23일. 2017년 10월 29일에 확인함.
34. ↑  최정매 기자 (1999년 8월 19일). “한국, APEC 여성기구 의장국 제의받아”. 《연합뉴스》. 2017년 10월 29일에 확인함.
35. ↑  신지홍 기자 (2002년 4월 10일). “정부정책 '성평등 고려' 의무화 추진”. 《연합뉴스》. 2017년 10월 29일에 확인함.
36. ↑  윤근영 기자 (2006년 9월 8일). “<국가재정법 2년만에 국회 통과>”. 《연합뉴스》. 2017년 10월 29일에 확인함.
37. ↑  “<국회 본회의 통과 주요법안 요지>-1”. 《연합뉴스》. 1999년 1월 6일. 2017년 10월 29일에 확인함.
38. ↑  이래운기자 (1999년 1월 22일). “성적 굴욕감 유발하면 `직장내 성희롱'”. 《연합뉴스》. 2017년 10월 29일에 확인함.
39. ↑  김수형 기자 (2005년 4월 27일). “여성 고용확대·차별개선 '적극조치' 도입”. 2017년 10월 29일에 확인함.
40. ↑  이재창 기자 (2001년 4월 26일). “'출산휴가 90일' 하반기 시행”. 《한국경제》. 2017년 10월 29일에 확인함.
41. ↑  박만원 기자 (2004년 1월 8일). “취학전 어린이 무상교육”. 《매일경제》. 2017년 10월 29일에 확인함.
42. ↑  이재명 기자 (2007년 9월 11일). “남성노동자도 출산휴가, 내년 7월부터 사흘간 가능”. 《한겨레》. 2017년 10월 29일에 확인함.
43. ↑  박선열 기자 (2007년 11월 23일). “가족친화 사회환경 조성法 통과... 삶의 질 향상 기대”. 《뉴시스》. 2017년 10월 29일에 확인함.
44. ↑  “정부, 여성정책 기본계획안 마련”. 《연합뉴스》. 1997년 10월 8일. 2017년 10월 29일에 확인함.
45. ↑  송상근 기자 (2002년 10월 11일). “공무원 ‘兩性 평등채용목표제’ 내년 도입”. 《동아일보》. 2017년 10월 29일에 확인함.
46. ↑  이방실 기자 (2002년 1월 11일). “국.공립대 女교수 대폭 늘린다 .. 교육부, 채용목표제 도입”. 《한국경제》. 2017년 10월 29일에 확인함.
47. ↑  “의원정수 299명 확정, 정치관계법 통과”. 《아이뉴스24》. 2004년 3월 9일. 2017년 10월 29일에 확인함.
48. ↑  권민철 기자 (2006년 9월 10일). “2004-03-09”. 《노컷뉴스》. 2017년 10월 29일에 확인함.
49. ↑  이희열 기자 (2005년 3월 2일). “`호주제폐지' 민법개정안 가결”. 《연합뉴스》. 2017년 10월 29일에 확인함.
50. ↑  “새 신분등록제 본회의 통과”. 《한국경제》. 2007년 4월 27일. 2017년 10월 29일에 확인함.
51. ↑  “[국회 본회의 통과 주요 법안] 신행정수도특별조치법등 통과”. 《서울경제》. 2003년 12월 29일. 2017년 10월 29일에 확인함.
52. ↑  김효정 기자 (2004년 10월 18일). “'가정의례 자체가 평등위배'”. 《부산일보》. 2017년 10월 29일에 확인함.
53. ↑  손대선 기자 (2008년 5월 16일). “경촉법 국회본회의 통과…여성경제활동 활기 띨 듯”. 《뉴시스》. 2017년 10월 29일에 확인함.
54. ↑  김동욱 기자 (2008년 12월 2일). “['경제살리기' 2009 업무보고] '여성 일하기센터' 1월중 50곳 신설”. 《한국경제》. 2017년 10월 29일에 확인함.
55. ↑  안수훈 기자 (2007년 9월 11일). “남성근로자에 배우자 출산휴가 부여(종합)”. 《연합뉴스》. 2017년 10월 29일에 확인함.
56. ↑  남상훈·엄형준 기자 (2006년 4월 12일). “근로자 원하면 시간제 근무…학업·질병·육아등 이유”. 《세계일보》. 2017년 10월 29일에 확인함.
57. ↑  “육아휴직 대상자녀, '3세→만 6세 이하'로 확대”. 《SBS》. 2010년 2월 5일. 2017년 10월 29일에 확인함.
58. ↑  국기헌 기자 (2010년 11월 17일). “내년부터 육아휴직때 월급 40% 정률 지급”. 《연합뉴스》. 2017년 10월 29일에 확인함.
59. ↑  강기택 기자 (2011년 1월 10일). “유연근무제 모든 공기업·준정부기관으로 확대”. 《머니투데이》. 2017년 10월 29일에 확인함.
60. ↑  송형관 기자 (2007년 3월 16일). “'노인장기요양보험' 13개 지역 ·노인 9천명 혜택”. 《노컷뉴스》. 2017년 10월 29일에 확인함.
61. ↑  김태균 기자 (2007년 1월 5일). “취약계층 15만명에 선불카드”. 《서울신문》. 2017년 10월 29일에 확인함.
62. ↑  “만 13세 미만 여아 성폭행범 공소시효 폐지”. 《동아일보》. 2012년 7월 31일. 2017년 10월 29일에 확인함.
63. ↑  지연진 기자 (2010년 6월 29일). “성범죄자 '화학적 거세법' 본회의 통과”. 《아시아경제》. 2017년 10월 29일에 확인함.
64. ↑  노성열 기자 (2012년 3월 15일). “남아·청소년 성폭력도 ‘강간죄’로 처벌”. 《문화일보》. 2017년 10월 29일에 확인함.
65. ↑  김민정·조승미 기자 (2009년 9월 15일). “피해자 보호는 여성부 가해자 처벌은 법무부?”. 《여성신문》. 2017년 10월 29일에 확인함.
66. ↑  박주연 기자 (2008년 4월 30일). “정부, 아동성범죄자 정보공개·전자발찌 '도입'”. 《뉴시스》. 2017년 10월 29일에 확인함.
67. ↑  최진성 기자 (2009년 10월 9일). ““내년부터 성범죄자 정보 인터넷 공개””. 《파이낸셜 뉴스》. 2017년 10월 29일에 확인함.
68. ↑  강수윤 기자 (2010년 6월 23일). “하반기 보건·복지정책 이렇게 달라진다”. 《뉴시스》. 2017년 10월 29일에 확인함.
69. ↑  석유선 기자 (2008년 5월 13일). “국제결혼중개업 등록제등 다문화가족 지원 강화”. 《뉴시스》. 2017년 10월 29일에 확인함.
70. ↑  김홍재 기자 (2009년 12월 17일). “다문화가족정책위원회 공식 출범”. 《파이낸셜 뉴스》. 2017년 10월 29일에 확인함.
71. ↑  신치영 특파원 (2010년 11월 12일). “한국, 유엔 여성기구 초대 집행이사국 선출”. 《동아일보》. 2017년 10월 29일에 확인함.
72. ↑  강수윤 기자 (2010년 11월 2일). “여성발전기본법 15년 만에 전면개정”. 《뉴시스》. 2017년 10월 29일에 확인함.
73. ↑  류숙열 기자 (2006년 7월 9일). “김포신도시 성별영향평가 연구, 여성가족부 10개 과제로 선정”. 《뉴시스》. 2017년 10월 29일에 확인함.
74. ↑  제4차 여성정책 기본계획(2013∼2017)
75. ↑  이충원 (2004년 4월 4일). “<`창녀→윤락녀→성매매피해자' 변천 100년>”. 《연합뉴스》. 2011년 3월 12일에 확인함.
76. ↑  권은주 (2010년 3월 26일). “"성매매 막아서 범죄 는다고?"”. 《여성신문》. 2011년 8월 10일에 원본 문서에서 보존된 문서. 2011년 3월 12일에 확인함.
77. ↑  김지은; 남소연 (2004년 11월 29일). “"강금실 장관과 호주제 폐지·성매매 금지 약속"”. 《오마이뉴스》. 2011년 3월 12일에 확인함.
78. 1 2  정락인 (2011년 5월 29일). “집창촌 폐쇄해도 "다시 성매매 한다"”. 《시사저널》. 2014년 5월 19일에 원본 문서에서 보존된 문서. 2012년 9월 27일에 확인함.
79. ↑  김동욱; 이태훈; 이호기 (2006년 12월 27일). “반복되는 '탁상행정' 늘어나는 '시민짜증'”. 《한국경제》. 2011년 11월 20일에 확인함.
80. ↑  현윤경 (2006년 12월 26일). “성매매 안하면 회식비 준다? 여성부 이벤트 논란”. 《오마이뉴스》. 2011년 11월 20일에 확인함.
81. ↑  김의겸 (2005년 3월 3일). “'호주제 폐지' 본회의 통과”. 《한겨레》. 2017년 10월 19일에 확인함.
82. ↑  권지희 (2009년 6월 5일). “여성부, 북한 이탈 여성 인권보호 교육 실시”. 《여성신문》. 2011년 4월 17일에 확인함.[깨진 링크(과거 내용 찾기)]
83. ↑  류정 (2010년 12월 21일). “[법무부 업무보고] "성인대상 性범죄자도 신상 공개"”. 《조선일보》. 2011년 4월 17일에 확인함.
84. ↑  Romboy, Dennis; Kinkead, Lucinda Dillon (2008년 3월 19일). “Does sex offender registry really work?” [성범죄자 등록부가 정말 효과가 있을까?]. 《Deseret News》 (영어). 2014년 5월 19일에 원본 문서에서 보존된 문서. 2012년 9월 18일에 확인함.
85. ↑  “Should sex offenders be chemically 'castrated'?” [성 범죄자들은 화학적으로 '거세'되어야 하는가?]. 《the guradian》 (영어). 2014년 3월 14일. 2012년 9월 27일에 확인함.
86. ↑  한무선 (2010년 3월 26일). “유산 기부하고 눈감은 日 위안부 피해 할머니”. 《연합뉴스》. 2011년 3월 12일에 확인함.
87. ↑  “독립기념관 내 '일본군위안부' 전시 개관식 개최”. 《정책브리핑》. 2009년 8월 19일. 2011년 3월 12일에 확인함.
88. ↑  “'가정폭력방지 및 피해자보호 등에 관한 법률' 개정”. 《정책브리핑》. 2009년 5월 7일. 2011년 4월 11일에 확인함.
89. ↑  조수정 (2011년 4월 19일). “'청소년 유해사이트 차단' 손잡은 여성가족부-서우륵별시교육청”. 《뉴시스》. 2011년 4월 19일에 확인함.
90. ↑  강지혜 (2011년 4월 29일). “16세 미만 심야게임 금지 '셧다운제' 국회 본회의 통과”. 《브레이크뉴스》. 2021년 5월 4일에 원본 문서에서 보존된 문서. 2011년 5월 21일에 확인함.
91. ↑  최호경 (2011년 3월 18일). “여성부, 게임계 4,000억 기금조성 과연 정당한가?”. 《게임동아》. 2011년 3월 22일에 원본 문서에서 보존된 문서. 2011년 3월 18일에 확인함.
92. ↑  이승희 (2011년 3월 16일). “여가부, 게임중독 토론회 '게임하는 아이는 우리 속 짐승?'”. 《Betagame》. 2011년 3월 22일에 원본 문서에서 보존된 문서. 2011년 3월 18일에 확인함.
93. ↑  주진 (2011년 1월 28일). “청소년 안보교육도 여성부 업무?”. 《아시아투데이》. 2011년 4월 17일에 확인함.
94. ↑  최수현 (2011년 4월 7일). “여성부, 유엔여성기구에 300만달러 출연”. 《조선일보》. 2011년 4월 17일에 확인함.
95. ↑  이현수 (2013년 5월 18일). “여성부, 윤창중 사건·위안부 망언 침묵… "문닫아라"”. 《머니투데이》. 2015년 7월 22일에 확인함.